# Canon antiaérien Type 10 de 120 mm
Le Type 10 était un canon de 120 mm japonais aussi bien utilisé pour la défense antiaérienne que pour la défense côtière pendant la Seconde Guerre mondiale. Le numéro "10" dans Type 10 correspond à l'année d'adoption du canon par l'armée impériale japonaise, qui est la 10e du règne de l'empereur Taishō, soit 1927 dans notre Calendrier grégorien.

## Description
Ce canon a été conçu initialement pour être utilisé à bord de bateaux et a été très largement produit pendant l'année 1944. Le Type 10 a été adapté pour une utilisation à terre comme canon à double usage.
Le canon pouvait tirer des obus hautement explosifs comme des obus à shrapnel incendiaires. L'obus pesait 20,6 kilogrammes et la munition complète 32,4 kilogrammes
Le QF 4.7 inch Mk VIII naval gun, canon de marine antiaérien britannique, est une arme de rôle, performance et d'époque comparables